# Colligis-Crandelain
Colligis-Crandelain är en kommun i departementet Aisne i regionen Hauts-de-France i norra Frankrike. Kommunen ligger  i kantonen Craonne som ligger i arrondissementet Laon. År 2022 hade Colligis-Crandelain 212 invånare.

## Befolkningsutveckling
Antalet invånare i kommunen Colligis-Crandelain
Referens: INSEE